# کلیبر لوئیز آلبرتی
کلیبر لوئیز آلبرتی (به پرتغالی: Cléber Luis Alberti) دروازه‌بان اهل برزیل است که در شهر Palmital و در تاریخ ۲۰ اوت ۱۹۸۲ به دنیا آمده‌است.
کلیبر لوئیز آلبرتی در تیم‌های فوتبال Atlético-PR سابقهٔ حضور دارد.